# Ахмад Масуд
Ахмад Масуд (10 липня 1989 , Панджшер, Демократична Республіка Афганістан і Warsaj Districtd, Тахар ) — афганський політик, син антирадянського полководця Ахмада Шаха Масуда. Був призначений генеральним директором Фонду Массуда у листопаді 2016 року. 5 вересня 2019 року він був оголошений наступником свого батька в долині Панджшир.

## Молодість і освіта
Ахмад Массуд народився 10 липня 1989 року в місті Пію в провінції Тахар на північному сході Афганістану, має таджицьке походження.
Після закінчення середньої школи в Ірані, провів рік на військовому курсі в Королівській військовій академії Сандхерст у Британії. 2012—2015 — навчався військовим дослідженням у Королівському коледжі Лондона, де отримав ступінь бакалавра. Також отримав ступінь магістра міжнародної політики Лондонському університеті 2016 року.

## Кар'єра
Масуд повернувся до Афганістану, був призначений генеральним директором Фонду Масуда у 2016 році.
З березня 2019 року Масуд увійшов у політику.
Він підтримав ідею свого батька щодо швейцарської моделі внутрішніх відносин влади в Афганістані, заявивши, що децентралізація уряду та деконцентрація влади з Кабула дасть більш ефективний розподіл ресурсів та повноважень провінціям країни, тим самим приносить процвітання та стабільність країні в цілому.
На тлі військових досягнень талібів у 2021 році, Масуд зібрав коаліцію ополченців на півночі Афганістану під назвою Другий опір або опір Панджшира. Після капітуляції Кабула він приєднався до першого віцепрезидента Амрулли Салеха, почавши боротьбу проти правління талібів.

## Панджшерський опір
У серпні 2021 року після наступу Талібану та захоплення ними майже всього Афганістану та Кабулу, Масуд разом із Амруллою Салехом організували в Панджшерській ущелині на північному сході Афганістану опір окупації талібів.